# Premio Lovecraft
Il premio Lovecraft è un riconoscimento italiano, in attività dal 1994 al 2006, che premia i migliori racconti fantasy e horror, inediti o editi, purché il copyright sia di sola proprietà dell'autore. È organizzato, insieme al Premio Alien (dedicato ai racconti di Fantascienza), dagli scrittori e curatori editoriali Franco Forte e Franco Clun.
I racconti vincitori e finalisti vengono poi inclusi in antologie pubblicate da editori come Arnoldo Mondadori Editore, Garden e Avvenimenti o su riviste telematiche come Delos, Robot e Carmilla, nonché nelle antologie del meglio del premio Lovecraft.
L'organizzazione ha comunicato che quella del 2006 è stata l'ultima edizione bandita. Non è noto se verrà ripreso.

## Lista dei vincitori delPremio Lovecraft

### I Edizione - 1994
- 1° Nochtar, di Silvia Giannini (ex aequo)
- 1° Garze, di Dario Tonani (ex aequo)
- 3° In viaggio con Cleo, di Gianfranco de Turris
- 4° La voce del sole, di Fabio D'Andrea
- 5° Sigronna, di Michele Tetro

### II Edizione - 1995
- 1° Viaggiatori nella tempesta, di Giampaolo Simi
- 2° Sulle spalle di un angelo, di Gloria Barberi
- 3° Il signore dei pioppi che si spezzano al vento di Antonio Piras (ex aequo)
- 3° Come una sinfonia di Marcello Vicchio (ex aequo)
- 5° Monteczuma di Alberto Cola

### III Edizione - 1996
- 1° Strange Day, di Gloria Barbieri
- 2° Le orme dei cammelli, di Antonio Piras
- 3° Cetus, di Salvatore Perillo

### IV Edizione - 1997
- 1° Elmo super otto Autovox, di Giovanni Burgio

### V Edizione - 1998
- 1° Zicchiriola, di Nicola Verde
- 2° Premi un tasto, di Andrea Colombo
- 3° Uno strappo fino a casa, di Dario Tonani
- 4° Lo sciamano, di Giuliano Fiocco
- 5° Golgota 2000, di Marco Ramadori
- 6° Il veliero di pietra, di Gloria Barberi
- 7° Il frutto di madre Terra, di Marcello Vicchio
- 8° Alice, di Riccardo Vigilante
- 9° Una volta ancora, di Ivo Torello
- 10° Porta il bene nel mondo, di Milena De Benedetti

### VI Edizione - 1999
- 1° Grogg, di Dario Tonani
- 2° Più tardi un angelo verrà, di Marco Ramadori
- 3° Come l'uomo ragno, di Stefano Fantelli
- 4° Scorribande notturne, di Roberto Beccalli
- 5° Diventando mille, di Riccardo Coltri
- 6° Terra di mia moglie, di Luca Zaffini
- 7° I figli del dio, di Leonardo Montecamozzo
- 8° Suor Mary's baby, di Federico Gattini

### VII Edizione - 2000
- 1° Voci, di Ivo Torello

### VIII Edizione - 2001
- 1° L'ombra del padre, di Marco Ramadori
- 2° Una leggenda della terraferma, di Riccardo Coltri
- 3° Nuova carne, di Ivo Torello
- 4° Echi di addio, di Riccardo Coltri
- 5° Le fiamme, di Marcello Avanzo
- 6° NYC 11.09.2001, di Francesco Rinaldi
- 7° Lo sgabuzzino, di Gianandrea Parisi
- 8° S'accabadora, di Nicola Verde
- 8° Coda Marine 475, di Elvezio Sciallis
- 9° Providence High Ancients Pub, di Jari Lanzoni
- 10° Cattiva, di Milena Debenedetti

### IX Edizione - 2002
- 1° 2 Hell'n'back, di Gabriele Guerra
- 2° L'occhio del corvo, di Riccardo Coltri
- 3° Nirvana, di Gianfranco Sherwood
- 4° Nel ventre della capra, di Antonio Piras
- 4° Nuove opportunità d'integrazione, di Marco Ramadori
- 5° Un gioco d'ombre, di Elvezio Sciallis
- 6° Aenyma redux, di Luca Zaffini
- 7° L'isola dei pesci parlanti, di Aldo Selleri
- 8° Tatuagi d'Alentejo, di Francesco Rinaldi
- 9° Padre e figlio, di Simone Tordi
- 10° Il vetro che vede, di Marcello Avanzo
- 10° Bella di nonno, di Mauro Mirci

### X Edizione - 2003
- 1° Il banchetto degli ospiti, di Sergio Cicconi (ex aequo)
- 1° Major Terata, di Ivo Torello (ex aequo)
- 3° La persistenza della paura, di Jari Lanzoni
- 4° Stato di necessità apparente, di Marco Ramadori
- 5° La macchina delle ossa, di Elvezio Sciallis
- 6° E lo chiamerai coltello affilato, di Stefano Fantelli
- 7° Il dissidente, di Enrico Di Stefano
- 8° La fine dei sogni, di Luca De Leone
- 9° Gimme_shelter, di Gianluca Scendoni
- 10° Battesimo oscuro, di Davide Galati

### XI Edizione - 2004
- 1° Quel giorno sul Vesuvio, di Simonetta Santamaria
- 2° Gocce sulla neve, di Antonio Giacomo Bortoluzzi
- 3° Gemme del mondo oscuro, di Milena Rao
- 4° L'egregoire, di Paolo Vanini
- 5° Certe volte vorrei, di Mauro Mirci
- 6° Leggende di montagna, di Giorgio Filoramo
- 7° Lupus in fabula, di Giuliano Pistolesi
- 8° Il massacro di Lindisfarne, di Giuseppe Pastore
- 9° Raduno di eroi, di Davide Cappadona
- 10° Sbarre, di Bernardo Cicchetti

### XII Edizione - 2005
- 1° Crescerà, a poco a poco, di Alberto Cola
- 2° La fonte e l'ispirazione, di Salvatore Perillo
- 3° Monti di Hera, di Mauro Mirci
- 4° Fame di potere, di Giuseppe Pastore
- 5° Ereditarietà, di Marica Petrolati
- 6° Suor Maria degli Angeli, di Giovanni Buzi
- 6° Una missione, di Paolo Ceccarelli
- 7° Anubis, di Giampietro Stocco
- 8° Schegge di vetro opaco, di Massimo Monticone
- 9° Le Ali, di Paola Urbani ed Emanuele Viola
- 10° L'arlecchino, di Andrea Garbin

### XIII Edizione - 2006
- 1° L'Altare, di Gianluca Turconi
- 2° La bambina dell'Est, di Marica Petrolati
- 3° Vendetta Indù, di Giuseppe Pastore
- 4° La signora del tredicesimo piano, di Aldo Selleri
- 5° Codice Yetzirah, di Paola Urbani ed Emanuele Viola
- 6° Ultima Metro, di Stefano Valbonesi
- 7° La bellezza della Bestia, di Milena Rao
- 8° All'Ombra del Signore, di Davide Galati
- 9° Casta Diva, di Giovanni Buzi
- 10° Il più grande spettacolo di tutti i tempi, di Umberto Maggesi